# Allium textile
Allium textile là một loài thực vật có hoa trong họ Amaryllidaceae. Loài này được A.Nelson & J.F.Macbr. mô tả khoa học đầu tiên năm 1913.

## Hình ảnh

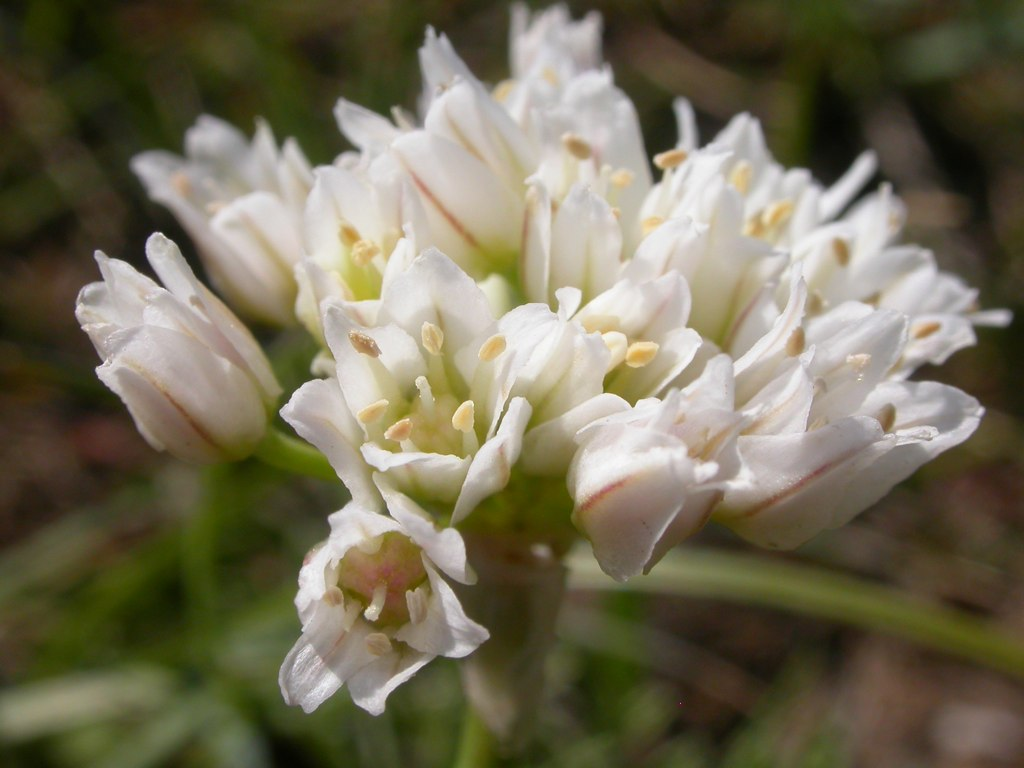
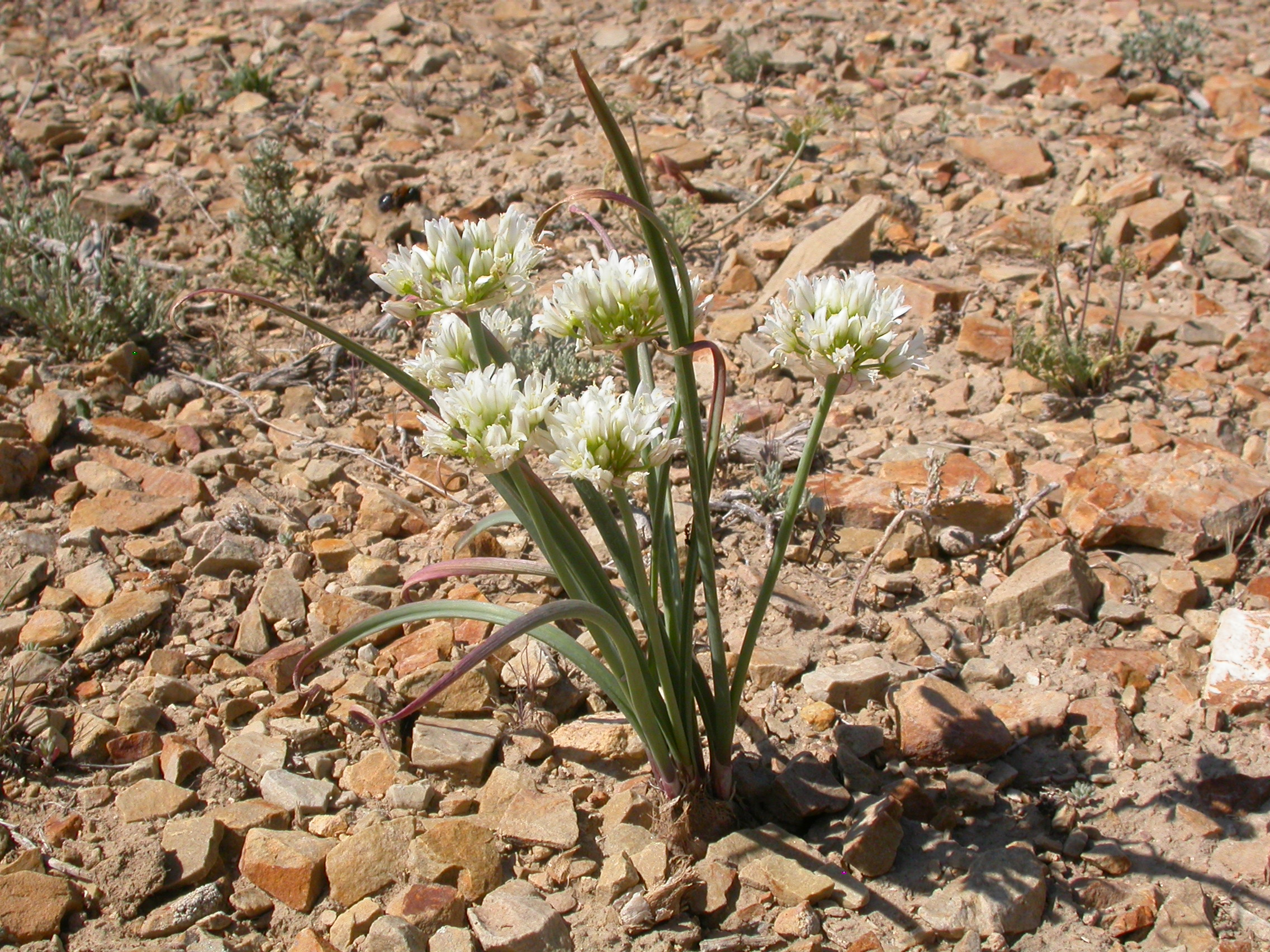
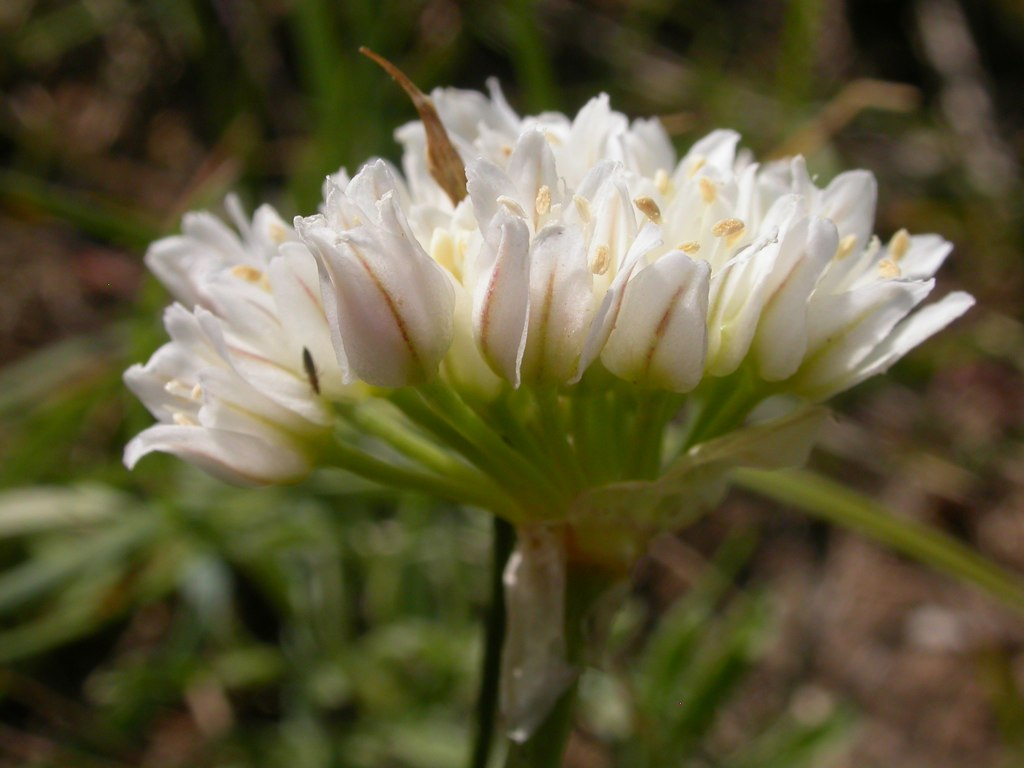
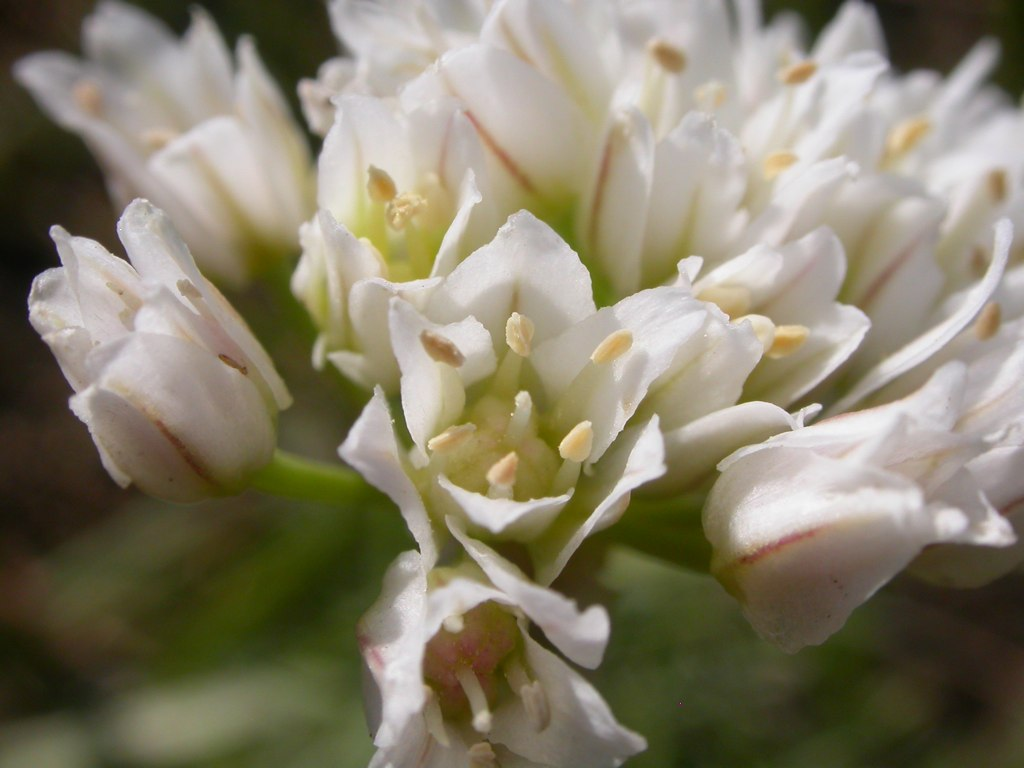